# Semniotes abrupta
Semniotes abrupta är en fjärilsart som beskrevs av Diakonoff 1973. Semniotes abrupta ingår i släktet Semniotes och familjen vecklare. Inga underarter finns listade i Catalogue of Life.